# Europæiske Atomenergifællesskab
Det Europæiske Atomenergifællesskab (Euratom) er en international organisation oprettet i 1957 med det formål at skabe et marked for atomenergi i Europa, fremme udvikling af kernekraft i organisationens medlemsstater og sælge overskudsprodukter til ikke-medlemsstater (tredjelande). Euratom er juridisk adskilt fra Den Europæiske Union (EU), men har de samme medlemslande og styres af EU's institutioner. Siden 2014 har Schweiz også deltaget i Euratom-programmer som associeret land.
I nutiden er Euratoms væsentligste fokusområde opførelsen af fusionsreaktoren ITER (Den Internationale Termonukleare Eksperimentalreaktor), der for Europas vedkommende finansieres af atomdelen af EU's 7. rammeprogram for forskning. Euratom tilbyder også en mekanisme til udstedelse af lån, der finansierer atomenergiprojekter i EU.

## Formål
Euratoms officielle formål er fastlagt i Euratom-traktatens artikel 1:
"Fællesskabet har til opgave gennem skabelsen af de nødvendige betingelser for den hurtige dannelse og udvikling af en kerneenergiindustri at bidrage til højnelse af levestandarden i medlemsstaterne og til udvikling af forbindelserne med andre lande."
De enkelte kapitler i Euratom-traktaten beskæftiger sig med fremme af forskningen på atomområdet, udbredelsen af viden, sundheds- og miljøbeskyttelse, investering, fællesforetagender, forsyning med malme og andre materialer (igennem Euratoms Forsyningsagentur), sikkerhedskontrol, ejendomsret, det nukleare fællesmarked og eksterne forbindelser.
I alle medlemsstater er der installeret radiologiske miljømålings- og kontrolsystemer, hvorfra der indsendes data til EU's centrale radiologiske dataudvekslingsplatform (EURDEP).

## Historie
Euratom blev oprettet ved Traktaten om Det Europæiske Atomenergifællesskab, der blev indgået i Rom den 25. marts 1957 samtidig med oprettelsen af Det Europæiske Økonomiske Fællesskab (EØF).
Det Europæiske Kul- og Stålfællesskabs Forsamling (forgængeren for Europa-Parlamentet) foreslog at udvide kul- og stålunionen (EKSF) til også at dække andre energikilder. Imidlertid ønskede Jean Monnet, arkitekten bag og lederen af EKSF, et separat fællesskab til at dække atomenergien. Den franske ingeniør Louis Armand blev sat til at lede en undersøgelse af fremtidsmulighederne for atomkraft i Europa; hans rapport konkluderede, at der behøvedes yderligere forskning i kernekraft for at kompensere for udtømningen af kulreserverne og for at mindske afhængigheden af importeret olie. Foruden et nukleart fællesmarked ønskede Benelux-landene og Vesttyskland ønskede også at skabe et almindeligt fællesmarked, hvilket Frankrig modsatte sig af hensyn til sin protektionistiske økonomiske politik. Som kompromis foreslog Jean Monnet oprettelsen af to separate fællesskaber for økonomi og atomenergi.
Regeringskonferencen om fællesmarkedet og Euratom i Val Duchesse i 1956 opstillede hovedpunkterne i de nye traktater. Euratom skulle fremme samarbejde på det nukleare område (der i samtiden var et meget populært tema) og skulle sammen med EØF deles om den Forsamling og Domstol, der var oprettet som institutioner for EKSF. Kul- og stålfællesskabets udøvende myndigheder skulle imidlertid ikke for EØF og Euratom, der derfor fik egne Kommissioner og Råd med færre beføjelser end Den Høje Myndighed i EKSF. Rom-traktaterne om EØF og Euratom blev underskrevet af De Seks (dvs. de oprindelige EKSF-medlemslande Belgien, Frankrig, Italien, Luxembourg, Nederlandene og Vesttyskland) den 25. marts 1957 og trådte i kraft 1. januar 1958.
For at spare omkostninger blev de separate udøvende myndigheder, der var skabt af Rom-traktaterne, sluttet sammen i 1965 ved indgåelsen af Fusionstraktaten. EØF's institutioner overtog ansvaret for driften af EKSF og Euratom, således at de tre organisationer sammen blev kendt som De Europæiske Fællesskaber, selvom de juridisk set eksisterede adskilt fra hinanden. Med Maastricht-traktaten i 1993 skabtes Den Europæiske Union, der optog Fællesskaberne i sin første søjle, selvom de (herunder Euratom) fortsat opretholdt en separat juridisk personlighed.
I forfatningstraktaten var målet at konsolidere alle de foregående traktater til én og at øge den demokratiske ansvarlighed i dem. Euratom-traktaten var ikke blevet forandret i nær samme udstrækning som de øvrige traktater, så Europa-Parlamentet havde færre beføjelser over Euratom. Atomkraftmodstandere hævder, at årsagen til den beskedne forandring af Euratom-traktaten formentlig er den samme som grunden til, at forfatningstraktaten heller ikke inddrog Euratom i resten af EU, nemlig den offentlige stemning imod atomkraft, der er udbredt i dele af de europæiske vælgerbefolkninger, og som kunne risikere at vende vælgerne imod traktaten. Lissabon-traktaten, der trådte i stedet for forfatningstraktaten, har heller ikke ændret på Euratoms status.

## Præsidenter for Euratom-Kommissionen
Den fem mand store Euratom-Kommission blev ledet af tre præsidenter fra oprettelsen i 1958 og indtil sammenlægningen med EØF-Kommissionen og EKSF's Høje Myndighed til EF-Kommissionen i 1967; de kom alle fra Frankrig.
- Louis Armand, 1958–1959
- Étienne Hirsch, 1959–1962
- Pierre Chatenet, 1962–1967

## EU-institutionernes udvikling
| Underskrevet Ikrafttrædelse Dokument | 1948 Bruxelles-traktaten                      | 1951 1952 Paris-traktaten      | 1954 1955 Ændrede Bruxellestraktat           | 1957 1958 Rom-traktaterne                    | 1965 1967 Fusionstraktaten                   | 1975 - Rådsmødekonklusioner                  | 1985 Schengen-traktaten                      | 1986 1987 EF-pakken                          | 1992 1993 Maastricht-traktaten               | 1992 1993 Maastricht-traktaten | 1997 1999 Amsterdam-traktaten | 2001 2003 Nice-traktaten  | 2007 2009 Lissabon-traktaten | 2007 2009 Lissabon-traktaten |  |
|                                      |                                               |                                |                                              |                                              |                                              |                                              |                                              |                                              |                                              |                                |                               |                           |                              |                              |  |
| Den Europæiske Unions tre søjler:    |                                               |                                |                                              |                                              |                                              |                                              |                                              |                                              |                                              |                                |                               |                           |                              |                              |  |
| Europæiske Fællesskaber:             |                                               |                                |                                              |                                              |                                              |                                              |                                              |                                              |                                              |                                |                               |                           |                              |                              |  |
|                                      | Det Europæiske Atomenergifællesskab (EURATOM) |                                |                                              |                                              |                                              |                                              |                                              |                                              |                                              |                                |                               |                           |                              |                              |  |
|                                      |                                               |                                | Det Europæiske Kul- og Stålfællesskab (EKSF) | Det Europæiske Kul- og Stålfællesskab (EKSF) | Det Europæiske Kul- og Stålfællesskab (EKSF) | Det Europæiske Kul- og Stålfællesskab (EKSF) | Traktaten ophørte i 2002                     | Traktaten ophørte i 2002                     | Traktaten ophørte i 2002                     |                                | Den Europæiske Union (EU)     | Den Europæiske Union (EU) |                              |                              |  |
|                                      |                                               |                                | Det Europæiske Økonomiske Fællesskab (EØF)   |                                              |                                              |                                              |                                              |                                              |                                              |                                | Den Europæiske Union (EU)     | Den Europæiske Union (EU) |                              |                              |  |
|                                      |                                               |                                |                                              | Schengen-samarbejdet                         |                                              |                                              | Det Europæiske Fællesskab (EF)               | Det Europæiske Fællesskab (EF)               |                                              |                                | Den Europæiske Union (EU)     | Den Europæiske Union (EU) |                              |                              |  |
|                                      |                                               | TREVI                          | TREVI                                        | TREVI                                        | Retlige og indre anliggender (RIA)           |                                              | Det Europæiske Fællesskab (EF)               | Det Europæiske Fællesskab (EF)               |                                              |                                | Den Europæiske Union (EU)     | Den Europæiske Union (EU) |                              |                              |  |
|                                      | Politi- og strafferetligt samarbejde (PSS)    | TREVI                          | TREVI                                        | TREVI                                        | Retlige og indre anliggender (RIA)           |                                              |                                              |                                              |                                              |                                | Den Europæiske Union (EU)     | Den Europæiske Union (EU) |                              |                              |  |
|                                      |                                               |                                |                                              |                                              | Europæiske Politiske Samarbejde (EPS)        | Fælles udenrigs- og sikkerhedspolitik (FUSP) | Fælles udenrigs- og sikkerhedspolitik (FUSP) | Fælles udenrigs- og sikkerhedspolitik (FUSP) | Fælles udenrigs- og sikkerhedspolitik (FUSP) |                                | Den Europæiske Union (EU)     | Den Europæiske Union (EU) |                              |                              |  |
| Vestunionen (WU)                     | Vestunionen (WU)                              | Den Vesteuropæiske Union (WEU) | Den Vesteuropæiske Union (WEU)               | Den Vesteuropæiske Union (WEU)               | Den Vesteuropæiske Union (WEU)               | Den Vesteuropæiske Union (WEU)               | Den Vesteuropæiske Union (WEU)               |                                              |                                              |                                |                               | Den Europæiske Union (EU) |                              |                              |  |
| Vestunionen (WU)                     | Vestunionen (WU)                              | Den Vesteuropæiske Union (WEU) | Den Vesteuropæiske Union (WEU)               | Den Vesteuropæiske Union (WEU)               | Den Vesteuropæiske Union (WEU)               | Den Vesteuropæiske Union (WEU)               | Den Vesteuropæiske Union (WEU)               | Traktaten ophørte i 2011                     |                                              |                                |                               |                           |                              |                              |  |
|                                      |                                               |                                |                                              |                                              |                                              |                                              |                                              |                                              |                                              |                                |                               | v d r                     |                              |                              |  |